# Narathu
Cette page contient des caractères spéciaux ou non latins. S’ils s’affichent mal (▯, ?, etc.), consultez la page d’aide Unicode.
Pour le roi de Pinya, voir Narathu (roi de Pinya).
Narathu (birman နရသူ, nəɹəθù ; 16 mars 1118 – février 1171) fut le cinquième roi de Pagan, en Birmanie (République de l'Union du Myanmar), de 1168 à 1171. 

## Règne
Son règne, entamé par le meurtre de son père Alaungsithu et de son frère aîné Minshinsaw, fut court (1168-71) et sanglant.  
Désireux de se racheter de ses crimes, Narathu fit bâtir le plus grand des temples de Pagan, le Dhammayangyi. Cette construction massive, que l'assassinat du roi laissa inachevée, fut l'objet de beaucoup de soins. Les briques étaient frottées les unes contre les autres, afin qu'aucun interstice ne fût visible, et collées par un enduit végétal de composition mal connue, mais d'une extrême solidité.
La conduite de Narathu diminua le prestige de la dynastie et le rendit très impopulaire. En 1171, il fut tué par des mercenaires envoyés par le prince de Pateikkaya, un royaume tributaire de l'Est du pays (dans l'actuel État Chin ou à proximité), désireux de venger le meurtre de sa fille. Il l'avait envoyée comme tribut à Narathu, qui en avait fait une de ses reines, mais l'avait tuée de ses propres mains dans un accès de violence.

## Successeurs
Naratheinkha, qui succéda à son père, fut incapable de rétablir l'ordre dans le royaume et fut à son tour assassiné en 1173. Un de ses jeunes frères, Narapatisithu, monta alors sur le trône. Durant son règne de 37 ans (1174-1211), le royaume retrouva son calme et il put faire faire de nombreuses constructions